# 舍夫琴基夫卡 (新沃龍措夫卡區)
47°21′29″N 33°51′9″E / 47.35806°N 33.85250°E
舍夫琴基夫卡（烏克蘭語：Шевченківка）是位於烏克蘭南部的村莊，由赫爾松州貝里斯拉夫區的新沃龍佐夫卡市鎮負責管轄。該村面積83.1平方公里，海拔高度80米，2001年人口278，人口密度每平方公里3.4人。